# Robert Walker (Schauspieler, 1918)
Robert Hudson Walker (* 13. Oktober 1918 in Salt Lake City, Utah; † 28. August 1951 in Los Angeles, Kalifornien) war ein US-amerikanischer Schauspieler.

## Leben
Walker war der Sohn eines Zeitungsverlegers in Salt Lake City. Er studierte ab 1938 Schauspiel in New York und heiratete 1939 die junge Schauspielerin Jennifer Jones, die sich 1943 mit dem Film Das Lied von Bernadette in Hollywood etablierte. Im selben Jahr erhielt auch Walker einen Studiovertrag bei Metro-Goldwyn-Mayer sowie seine ersten großen Filmrollen in Hollywood, nachdem er 1939 für seine ersten drei kleinen Filmrollen im Abspann noch unerwähnt geblieben war. In seinen Filmen in den 1940er-Jahren übernahm Walker vor allem das Rollenschema des netten, oftmals auch sensiblen und schüchternen „Jungen von nebenan“. Dabei spielte er mehrfach Soldaten im Zweiten Weltkrieg, angefangen 1943 mit dem Kriegsfilm Bataan.
Walker und Jennifer Jones waren bis 1945 verheiratet und hatten zwei Kinder. Der gemeinsame Sohn Robert Walker junior trat in die Fußstapfen seiner Eltern und startete Anfang der 1960er Jahre ebenfalls eine Schauspielkarriere. Jones und Walker standen 1944 zusammen in dem von David O. Selznick aufwendig produzierten Heimatfront-Film Als du Abschied nahmst als junges Liebespaar vor der Kamera, dessen Hoffnungen auf eine gemeinsame Zukunft unerfüllt bleiben. Zu diesem Zeitpunkt war die Ehe zwischen den beiden bereits gescheitert, da Jennifer Jones ihn für David O. Selznick verließ. Als du Abschied nahmst war einer der erfolgreichsten Filme des Jahres und etablierte Walker endgültig in Hollywood. Im folgenden Jahr war er in einer Hauptrolle in Urlaub für die Liebe als Soldat zu sehen, der sich an seinem letzten Wochenende in New York vor seiner Stationierung in Europa in Judy Garlands Figur verliebt. 
In der Nachkriegszeit spielte Walker zwei bekannte Musiker: Jerome Kern in Till the Clouds Roll By (1946) und Johannes Brahms in Clara Schumanns große Liebe (1947). Später war Walker mehrfach in Komödien wie Venus macht Seitensprünge (1948) und Drei Männer für Alison (1950) zu sehen, allerdings nur mit mäßigem Erfolg.
Privat hatte Walker nach seiner Scheidung von Jennifer Jones zunehmend mit Alkoholproblemen und psychischen Erkrankungen zu kämpfen, unter anderem wurde er 1949 in der Menninger-Klinik stationär behandelt. Im Juli 1948 heiratete er Barbara Ford (1922–1985), die Tochter des Regisseurs John Ford; die Ehe wurde allerdings schon im Dezember desselben Jahres geschieden. In seiner letzten Ehe war er von Juli 1949 bis zu seinem Tod mit der Schauspielerin Hanna Hertelendy (1919–2008) verheiratet.
Robert Walker starb einen Monat nach der Premiere seines heute bekanntesten Films Der Fremde im Zug (1951) von Alfred Hitchcock. In dem Filmklassiker bot er eine denkwürdige Darstellung eines psychopathischen Muttersöhnchens aus reichem Hause, der einen anderen Zugpassagier zum Mord überreden will. Im selben Jahr hatte Walker auch in dem Western Tal der Rache neben Burt Lancaster eine Schurkenrolle gespielt. Walker starb im August 1951 mit 32 Jahren während der Dreharbeiten seines letzten Films My Son John unter der Regie von Leo McCarey. Sein früher Tod war die Folge einer allergischen Überreaktion, offenbar verursacht durch eine von seinem Psychiater veranlasste Medikamenteneinnahme (Amobarbital) in Verbindung mit Alkohol. Um My Son John – ein Filmprodukt der McCarthy-Ära, in dem sich Walkers Hauptfigur den Kommunisten anschließt – fertigstellen zu können, fanden Nahaufnahmen von Walker aus Der Fremde im Zug Verwendung.
An den Schauspieler erinnert ein Stern auf dem Hollywood Walk of Fame (1707 Vine Street).

## Filmografie
- 1939: Winter Carnival
- 1939: These Glamour Girls
- 1939: Dancing Co-Ed
- 1943: Bataan
- 1943: Madame Curie
- 1944: See Here, Private Hargrove
- 1944: Als du Abschied nahmst (Since You Went Away)
- 1944: Dreißig Sekunden über Tokio (Thirty Seconds Over Tokyo)
- 1945: Urlaub für die Liebe (The Clock)
- 1945: Her Highness and the Bellboy
- 1945: What Next, Corporal Hargrove?
- 1945: The Sailor Takes a Wife
- 1946: Bis die Wolken vorüberzieh’n (Till the Clouds Roll By)
- 1947: The Beginning or the End
- 1947: Endlos ist die Prärie (The Sea of Grass)
- 1947: Clara Schumanns große Liebe (Song of Love)
- 1948: My Own True Love
- 1948: Venus macht Seitensprünge (One Touch of Venus)
- 1950: Drei Männer für Alison (Please Believe Me)
- 1950: The Skipper Surprised His Wife
- 1951: Tal der Rache (Vengeance Valley)
- 1951: Der Fremde im Zug (Strangers on a Train)
- 1952: My Son John